# 月刊水球
月刊水球（げっかんすいきゅう）は、ジュニアから大学生までの水球選手や関係者向けに発行されていた業界誌。専門的な内容の掲載も見られるが、一般者も読みやすい気配りが多く見られるのが特徴。

## 概要
「水球発展」と「より楽しい水球ライフを」をコンセプトに、2006年11月に「月刊水球」として新たに創刊された。かつて出版されていた「水球マガジン」の廃刊に伴い、編集に携わっていた小池吉崇が水球雑誌絶滅の危機を止めるため「水球マガジン」と入れ替えに創刊した。
水球ファンの個人サイトから発展したウォーターポロマガジンは、短期間で休刊となった。母体を代えてウォーターポロマガジンプラスとしてリニューアルされたが、これも1年足らずで廃刊となってしまった。水球の競技人口の少なさゆえか読者層も限られており、専門誌は安定的な発行が難しいようである。なお水泳競技を総合的に扱っている「スイミングマガジン」は、創刊時「スイミング&ウォーターポロマガジン」と言う正式な誌名であった。
2009年6月号を最後に発行責任者の一身上の都合により発行停止中。

## コーナー内容
【大会特集】綺麗な写真と主要大会では全得点パターンが細かく記載されている
【チーム紹介】全国のチーム訪問紹介。関東にチームが多いためか関東が多く取りあげられている
【私の水球人生】スムーズに行かない水球人生を送った選手のノンフィクション物語
【The Suikyu Times】水球情報を米国新聞のように紹介
【Result】全国の試合結果がチェックできるページ
【マチポロ調査隊】一般人をターゲットに街角クイズで水球認知度調査
【マチポロアンケート】一般人100名に聞いた水球に関する質問と回答一覧
【Water polo, please!】街で「Water polo」を買いに出かける一般人と店員の会話
【水球サミット2007】一般人が水球について熱く語るコーナー
【勝ちトレ塾】安野努氏（日本体育協会アスレティックトレーナー）による連載コラム
【スポーツメンタル】ラグビーマガジンにも執筆している雪下岳彦によるスポーツ心理学コラム
【操体 KEN BALANCE RECOVERY】整体ではなく操体という「自然」をキーワードにした砂金健一によるコラム
【パワーの源　知って得する　スポーツ栄養】オススメ献立メニュー付きのシダックススポーツ栄養部会によるスポーツ栄養学コラム
【Suikyu Note】指導者必読のジュニアに効果的な「楽しみながら上手になる」を重視した練習プログラム紹介コーナー
【AQUA POLO】月刊水球が開発中の新スポーツ競技
【月刊水球を100倍楽しむ方法】月刊水球の秘密や仕掛けを紹介するコーナー
【櫻子の部屋】月刊水球イメージガール小川櫻子による連載。
【あいらずぶすいきゆー】月刊水球イメージモデル相原奈々による連載。
【スイキュウバトン】水球選手に回っているバトンを紹介
【1 cut of Water Polo】２ページで１シーンを表現する連載水球漫画
など